# Décès en 1328
Décès
- 1324
- 1325
- 1326
- 1327
- 1328
- 1329
- 1330
- 1331
- 1332

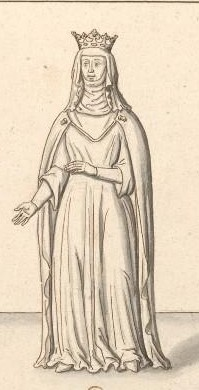
Clémence de Hongrie, morte en 1328.

Cette page dresse une liste de personnalités mortes au cours de l'année 1328 :
- 17 janvier : Othon Ier de Hesse, landgrave de Hesse.
- 1er février : Charles IV le Bel, comte de la Marche, roi de France et de Navarre.
- 19 ou 20 mars : Blanche de Bretagne, princesse bretonne.
- 1er avril : Heinrich von Sternberg, prince-évêque de Bamberg.
- 25 avril : Pierre de Rémi, trésorier de France des rois Louis X le Hutin et Charles IV le Bel.
- 24 juillet : Isabelle de Castille, reine consort d'Aragon et duchesse consort de Bretagne.
- 6 août : Galéas Ier Visconti, seigneur de Milan.
- 14 août : Passerino Bonacossi, dernier membre de la puissante famille des Bonacossi à diriger la ville de Mantoue en Italie.
- 22 août : Arnoul V de Looz, comte de Looz et comte de Chiny (Arnoul III).
- 23 août : 
  - Thierry Larchier d'Hirson, clerc de Robert II d'Artois, évêque d'Arras.
  - Nicolaas Zannekin, marchand, tribun et aventurier flamand, chef de la révolte des Karls contre Philippe VI, le roi de France et comte de Flandre.
- avant le 2 septembre : Franz Hermann, cardinal-évêque d' Albano.
- 3 septembre : Castruccio Castracani, condottiere, duc de Lucques.
- 26 septembre : Ibn Taymiyya, professeur de droit et de théologie à Damas, juriste hanbalite partisan d’un retour sans concession à la seule tradition du prophète.
- 12 octobre : Clémence de Hongrie, reine de France et reine consort de Navarre, veuve de Louis X le Hutin.
- 25 octobre : Jean de Cherchemont, chancelier de France.
- 2 novembre : Louis de Valois, comte de Chartres et d'Alençon, seigneur de Châteauneuf-en-Thymerais.
- 6 novembre : Prince Hisaaki, huitième shogun du shogunat de Kamakura.
- 9 novembre : Charles de Calabre, duc de Calabre.
- 21 novembre : Alain IV de Châteaugiron, évêque de Rennes.
- 28 novembre : Ragibagh Khan, khagan mongol de la dynastie Yuan.
- décembre : Boleslas de Toszek, duc de Toszek et archevêque d'Esztergom.
- 6 décembre : Marie de Valois, duchesse consort de Calabre.
- 31 décembre : Giovanni Soranzo, 51e doge de Venise.

- Augustin d'Ancône, théologien.
- Guillaume d'Étienne, évêque de Gap.
- Béatrice de Bourgogne, noble française.
- Boleslas de Dobrzyń, duc de Dobrzyń puis de Łęczyca.
- Bernard de Garves de Sainte-Livrade, cardinal français.
- Gérard VI de Jauche, le 4e seigneur de Sedan.
- Gérard V de Juliers, comte de Juliers.
- Engelbert II de La Marck, comte de La Marck.
- Pierre de Latilly, légiste français, chancelier de France sous Philippe IV le Bel.
- François de Meyronnes, frère mineur de la province de Provence, philosophe et théologien disciple de Duns Scot, ministre provincial de Provence et proche du pape Jean XXII.
- Jean de Montecorvino, religieux franciscain, fondateur de la mission catholique de Chine.
- Jeanne de Rethel, comtesse de Rethel.
- Guillaume Méchin, évêque de Pampelune, de Troyes puis de Dol.
- Georges Métochite, ecclésiastique, diplomate et écrivain religieux byzantin, archidiacre de la cathédrale Sainte-Sophie sous le pontificat du patriarche Jean XI Vekkos.
- Timurtaş Noyan, gouverneur d’Anatolie.
- Ibn Taymiyya, théologien et un juriconsulte (faqîh).
- Yesün Temür Khan, khagan mongol de la dynastie Yuan.

date incertaine (vers 1328)
- Othon Ier de Grandson, membre de la famille de Grandson.

## Crédit d'auteurs
- Cet article est partiellement ou en totalité issu de l'article intitulé « 1328 » (voir la liste des auteurs).